# Хенрик III од Мејсена
Хенрик III, звани Хенрик Славни (1215 – 15. фебруар 1288) члан династије Ветин, био је маркгроф од Мајсена и последњи маркгроф од Лужице (као Хенрик IV) од 1221. до његове смрти; од 1242. такође ландгроф Тирингије.

## Живот
Рођен вероватно у резиденцији Албрехтсбург у Мајсену, Хенрик је био најмлађи син маркгрофа Теодорика I, маркгрофа од Мајсена и његове жене Јуте, ћерке ландгрофа Хермана I од Тирингије. Године 1221. наследио је свог оца као маркгроф од Мајсена и Лужице, прво под старатељством свог ујака, ландгрофа Лудвига IV од Тирингије, а после његове смрти 1227. године, под окриљем војводе Албрехта I од Саксоније. Године 1230. законски је проглашен пунолетним.
Маркгроф Хенрик III је имао своје прво борбено искуство негде око 1234. године, док је био у крсташком рату у Пруској, борећи се против Помезана. Његово ходочашће и друштво је добро документовано од стране Петра Дусбуршког, а резултирало је изградњом замка Балга, важног административног центра Тевтонских витезова. Године 1245. после много година сукоба са асканским маркгрофовима Бранденбурга, био је приморан да уступи тврђаве Кепеник, Телтов и Митенвалде северно од Доње Лужице. Међутим, 1249. године, шлески војвода Болеслав II Ћелави му је доделио источну област око замка Шидло на реци Одри, где је Хенрик III основао град Фурстенберг.
У борби између цара Фридриха II Хоенштауфена и папе Гргура IX, маркгроф Хенрик III је стао на страну цара. Узимајући у обзир, цар Фридрих II му је 1242. обећао наслеђе краља Хенрика Распа као ландгрофа од Тирингије и грофа палатина од Саксоније. Године 1243. цар је такође верио своју ћерку Маргарету од Сицилије за Хенриковог сина Албрехта II.
Маркгроф Хенрик III је остао одан присталица Хоенштауфена и тек пре одласка Фридриховог сина краља Конрада IV из Немачке није признао антикраља Вилијама Холандског. Након смрти краља Хајнриха Распа 1247. године, он је у рату за тириншко наследство остварио своја права у Тирингији војним путем против неколико претендената: Софија од Тирингије, ћерка покојног ландгрофа Лудвига IV, и њен супруг војвода Хенрик II од Брабанта, као и принца Зигфрида I од Анхалт-Цербста. После дуготрајног рата одвојио је Ландграфију Хесен на западу и дао је Софијином млађем сину Хајнриху, али је задржао Тирингију, коју је доделио свом сину Албрехту II заједно са Фалачком и Саксонијом. Тирингијска аквизиција значајно је повећала територијалне поседе Ветина, који су сада досезали од шлеске границе на реци Бобр на истоку до Вере на западу, и од границе са Бохемијом дуж Рудних планина на југу до ланца Харц на Северу.
Од 1273. године, маркгроф Хенрик III је био важна подршка новоизабраном Rex Romanorum Рудолфу I Хабзбуршком у његовој борби против ривалског краља Чешке Отакара II. У сукобу са Чешком освојио је, између осталог, Сајду и замак Пуршенштајн код Нојхаузена,
Био је познат у целом царству као Славни принц, познат као заштитник уметности и узорни витез, и као значајан минезингер (не мешати са Хајнрихом Фрауенлобом), песник и композитор. Маркгроф Хенрик III је био покровитељ многих турнира и певачких такмичења, на којима је и сам учествовао, и наручио чувени Christherre-Chronik. Компоновао је музику за химне које ће се певати у црквама, уз изричиту дозволу папе.

## Породица
Године 1234. маркгроф Хенрик III се оженио Констанцом Бабенберг, ћерком војводе Леополда VI од Аустрије. Заједно су имали два сина:
- Албрехт II, маркгроф од Мајсена (1240–1314);
- Теодорик од Ландсберг (1242–1285).

Већ 1265. године, припојио је царски Плеиснерланд око Алтенбурга, мираз своје снахе Маргарете, Ландграфију Тирингију и дао оба свом старијем сину Албрехту II, званом Албрехт Дегенерик. За свог млађег сина Теодорика, маркгроф Хенрик III је створио – иако без империјалне сагласности – мању маркгрофовију Ландсберг у западном делу Лужичких земаља око Лајпцига. Маркгроф Хенрик III је за себе задржао само маркгрофовију Мајсен, преостале доњолужичке земље и формално овлашћење надзора. Само династијски немири, изазвани недостојношћу његовог сина Албрехта, помутили су касније године његове владавине и заиста, дуго након његове смрти 1288. године, довели су до губитка Лужице и Тирингије.
Након смрти маркгрофице  Констанце 1243. године, маркгроф Хенрик III је за своју другу жену узео Агнезу (ум. 1268), ћерку чешког краља Вацлава I, а у трећем браку ћерку министраната, или службеног витеза, Елизабет фон Малтиц, са њом је добио два сина: Фридриах Клема (чија се једина ћерка Елизабета удала за Отона II, принца од Анхалт-Ашерслебена) и Хермана Дугог.